# Gqeberha
Gqeberha (1820–2021 Port Elizabeth) – miasto w południowej części Republiki Południowej Afryki, w Prowincji Przylądkowej Wschodniej, w aglomeracji Nelson Mandela Bay, nad zatoką Algoa Oceanu Indyjskiego. W 2020 roku liczyło ok. 967 tys. mieszkańców. Ważny ośrodek handlu oraz przemysłu samochodowego, stoczniowego, maszynowego, spożywczego, chemicznego, cementowego, włókienniczego, drzewnego, papierniczego, skórzano-obuwniczego, szklarskiego, petrochemicznego (rafineria ropy naftowej). Ponadto duży port handlowy i rybacki, a także ważny węzeł komunikacyjny. Od 1964 r. w mieście działa uniwersytet.
Miejscowość została założona w 1820 roku przez kolonistów brytyjskich na miejscu Fortu Frederick wzniesionego w 1799 roku. Status miasta otrzymało Port Elizabeth w 1913 roku. Nazwę nadał Sir Rufane Donkin, gubernator Kolonii Przylądkowej, na cześć zmarłej żony Elizabeth.
W mieście znajduje się Nelson Mandela Bay Stadium, na którym odbywały się finały Mistrzostw Świata w Piłce Nożnej 2010 i Puchar Narodów Afryki 2013.
Przez miejscowość przebiega droga krajowa nr 2 z Kapsztadu do Ermelo.
23 lutego 2021 przyjęta została nowa nazwa miasta "Gqeberha" pochodząca od nazwy przepływającej przez nie rzeki Baakens w języku xhosa, zastępując po ponad 200 latach dotychczasowe "Port Elizabeth".